# Wiktor Arkadjewitsch Tjulkin

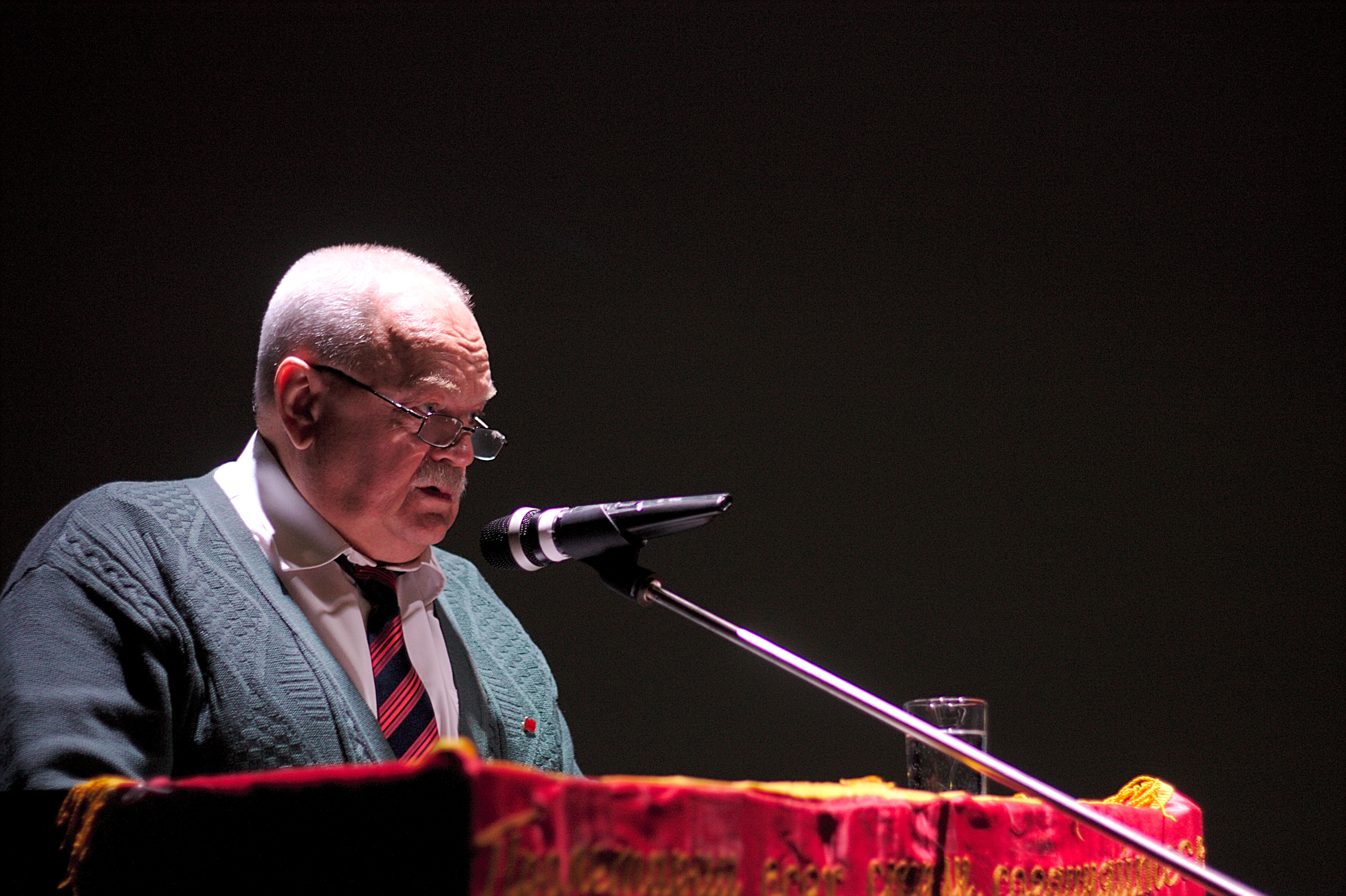
Wiktor Arkadjewitsch Tjulkin

Wiktor Arkadjewitsch Tjulkin (russisch Виктор Аркадьевич Тюлькин; * 14. Mai 1951 in Wladiwostok) ist ein russischer kommunistischer Politiker.

## Leben
Von 1968 bis 1974 studierte er am Leningrader Mechanischen Institut und schloss als Ingenieur ab. 1974 arbeitete er in einer Leningrader Fabrik und wurde 1980 Chef der technischen Abteilung einer Fabrik für Forschungs- und Produktionsvereinigung.
Tjulkin ist Vorsitzender der Russischen Kommunistischen Arbeiterpartei – Revolutionäre Partei der Kommunisten (RKAP-RPK). 
Während der Russischen Verfassungskrise 1993 schlug sich Tjulkin auf die Seite des Volksdeputiertenkongresses Russlands.
1994 wurde Tjulkin zum Chefredakteur der Zeitung der RKAP-RPK "Trudowaja Rossija". Er ist Mitglied des Redaktionsausschusses der internationalen theoretischen und gesellschaftspolitischen Zeitschrift "Marxismus and Moderne".
Tjulkin wurde 2003 auf der Liste der Kommunistischen Partei der Russischen Föderation (KPRF) nach einer Vereinbarung mit diesen in die Duma gewählt. Er blieb jedoch Mitglied der RKAP-RPK und war bis 2019 erster Sekretär des ZK der Partei.
Tjulkin ist Autor zahlreicher politischer Artikel. Er ist verheiratet und hat zwei Söhne.